# Sanierungskapsel

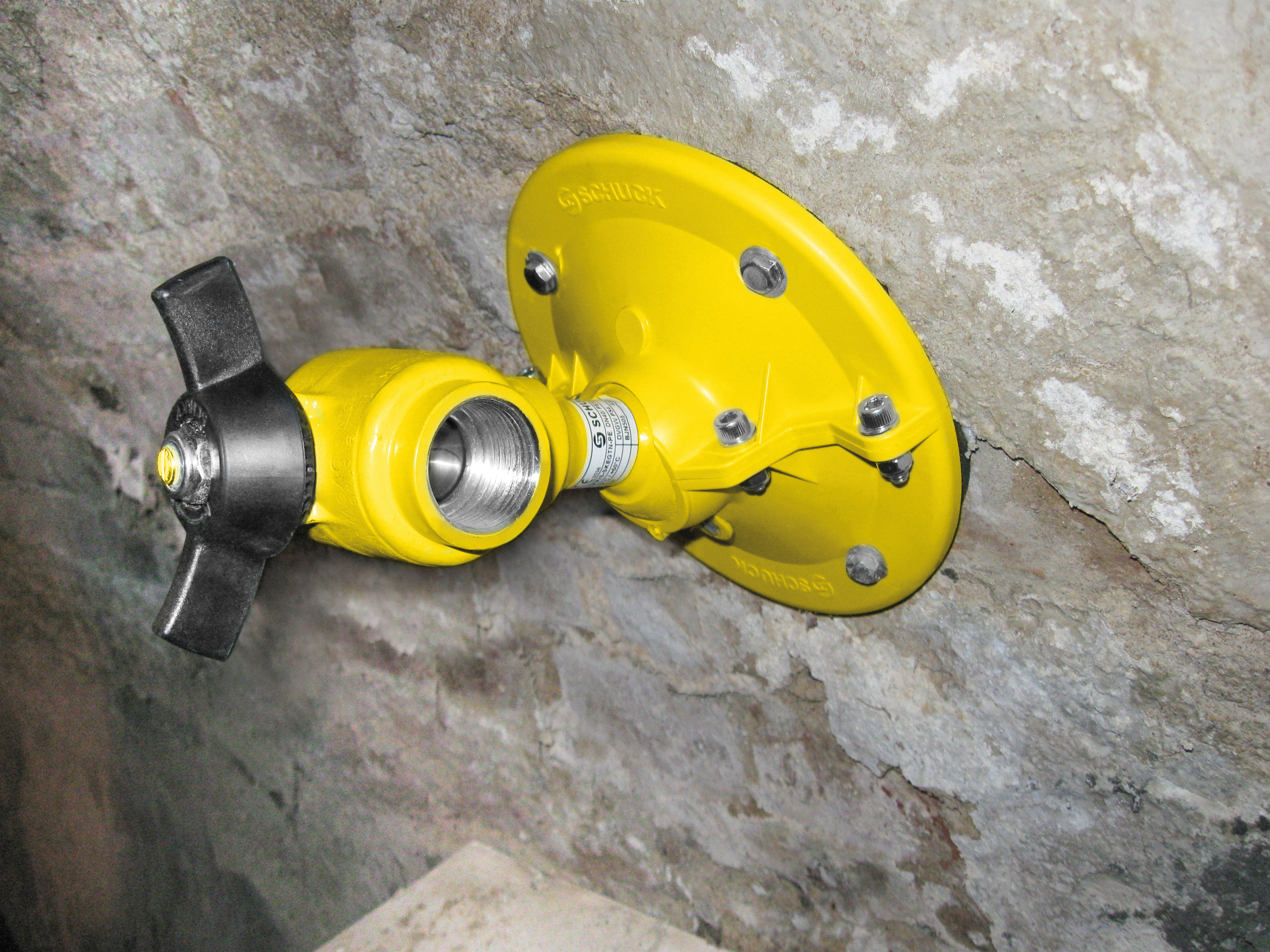
Sanierungskapsel mit schwenkbarer Montageplatte in Gewölbekeller

Produktansicht Sanierungskapsel Fabrikat Schuck

Eine Sanierungskapsel ist ein Bauteil, mit dessen Hilfe ein Gas- oder Wasserhausanschluss grabenlos normkonform erneuert werden kann.

## Allgemein
Für das Sanieren von Hausanschlüssen inklusive der Hausanschlussleitung gibt es unterschiedliche Produkte und Methoden. Das Spektrum reicht vom Aufbaggern und kompletten Entfernen des Altbestands mit anschließender Neuverlegung bis hin zu Produkten, die ein grabenloses Neuverlegen eines Hausanschlusses ermöglichen. Die grabenlose Bauweise wird oft bevorzugt, da sie sehr wirtschaftlich im Vergleich zur konventionellen Bauweise ist.
Der Namensteil -kapsel kommt von der Rohrkapsel, einer Bauform von Hauseinführungen, an die die Sanierungskapsel angelehnt ist.

## Aufbau
Sanierungskapseln bestehen im Wesentlichen aus den gleichen Komponenten wie eine Hauseinführung, unterscheiden sich aber durch ihre Abmessungen. Da sie teilweise ins Altrohr eingeschoben werden, sind sie kleiner als gewöhnliche Hauseinführungen. Zur zusätzlichen Sicherheit besitzen sie eine Auszugsicherung in Form einer Platte, die im Gebäude mit der Wand verschraubt wird.

## Funktion

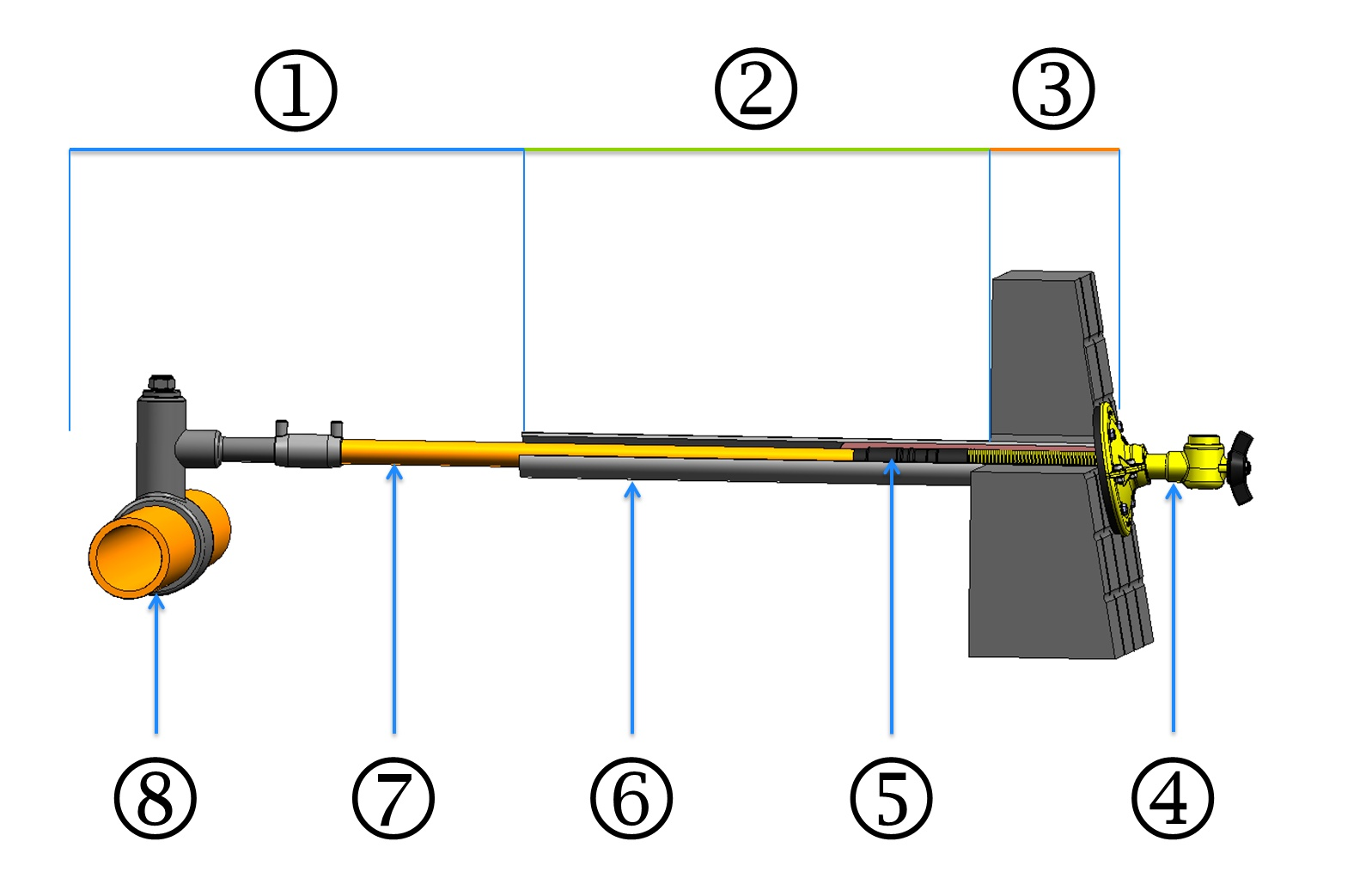
Einbausituation:
1: Bereich Kopfloch
2: Bereich Vorgarten, Straße, Gehweg
3: Bereich Kellerwand
4: Sanierungskapsel
5: Stahl-PE-Übergang der Sanierungskapsel
6: Altrohr (grau)
7: Neurohr
8: Hauptleitung mit Abgang

Bei einer Sanierungskapsel bleibt die komplette Trasse der Hausanschlussleitung unberührt, wodurch der Gartenbestand und Verkehrsflächen unbeschädigt bleiben. Es wird lediglich ein Kopfloch an der Hauptleitung benötigt.
Um eine neue normkonforme Hauseinführung zu erstellen, kann nicht einfach nur das Rohr ins Haus eingeführt werden. Die Wanddurchführung muss mit der Sanierungskapsel erfolgen, um allen Anforderungen einer Hauseinführung wie Dichtheit, Festigkeit und Lebensdauer zu genügen.

Beim Sanieren eines Hausanschlusses mit einer Sanierungskapsel wird das bestehende Gasrohr als Leerrohr für die Neuverlegung verwendet. Durch die alte Leitung wird eine neue Leitung (in der Regel aus Kunststoff) hindurchgeschoben. Die neue Leitung muss mindestens zwei Dimensionssprünge kleiner sein als das Altrohr, damit sie problemlos eingeschoben werden kann. Der dadurch kleinere Querschnitt der neuen Leitung muss bei der Auslegung berücksichtigt werden, stellt in der Regel aber kein Problem dar. In der Vergangenheit wurden Hausanschlussleitungen häufig überdimensioniert. Dazu kommt, dass die zu sanierenden Gebäude oft über neuere und effektivere Heizungen verfügen und der Wärmebedarf aufgrund von Gebäudemodernisierung mit neuer Isolation sowie besseren Fenstern usw. sinkt.